# Titanidiops sayamensis
Espèce
Titanidiops sayamensis est une espèce d'araignées mygalomorphes de la famille des Idiopidae.

## Distribution
Cette espèce rencontre en Thaïlande et en Birmanie.

## Description
Le mâle holotype mesure 15,32 mm et la femelle paratype 18,25 mm.

## Systématique et taxinomie
Cette espèce a été décrite par Schwendinger et Hongpadharakiree en 2024.

## Étymologie
Son nom d'espèce, composé de sayam et du suffixe latin -ensis, « qui vit dans, qui habite », lui a été donné en référence au lieu de sa découverte, le Siam.

## Publication originale
- Peter J. Schwendinger, Siegfried Huber et Komsan Hongpadharakiree, « The genus Titanidiops in South-east Asia (Arachnida: Araneae: Idiopidae) », Revue suisse de Zoologie,, vol. 131, no 2,‎ 12 décembre 2024, p. 319-355 (DOI 10.35929/RSZ.0128, lire en ligne, consulté le 10 janvier 2025)